# Slaget om Gilbert- och Marshallöarna
Slaget om Gilbert- och Marshallöarna utspelades från november 1943 till februari 1944 under stillahavskriget i andra världskriget. De var strategiskt viktiga operationer för amerikanska stillahavsflottan och marinkåren i centrala Stilla havet. Syftet var att etablera flygfält som skulle tillåta landbaserat flygunderstöd för kommande operationer över hela centrala Stilla havet. Slaget började med en kostsam tredagarsstrid om ön Betio vid Tarawaatollen. Slaget föregicks ett år tidigare av en avledande räd mot Makin Island av amerikanska marinkåren i augusti 1942.
Japanska baser på Gilbert- och Marshallöarna var den yttersta linjen i Kejsardömet Japans östra försvar. Slaget om Marianerna inträffande följande sommar.

## Bakgrund
De japanska styrkorna ockuperade Gilbertöarna tre dagar efter attacken mot Pearl Harbor, Hawaii. Som en förutsättning av försvar av Tarawa, byggde de en sjöflygplansbas på Makin och spred trupper längs atollernas kuster för att övervaka allierade truppförflyttningar i Söderhavet. Efter Carlson's Raiders avledde räden mot Makin Island i augusti 1942 var det japanska kommandot medvetna om sårbarheten och strategiska betydelsen av Gilbertöarna. Den största och mest strategiskt viktigaste ön var Tarawa. Befästningar byggdes snabbt upp av japanerna i början av mars 1943 med nästan 5 000 stationerade trupper. Ytterligare 3 000 särskilda marinlandsättningsstyrkor och bastrupper samt 940 marina byggnadsenheter kompletterade med 1 247 arbetare.
Som jämförelse hölls Makin Island endast av sammanlagt 798 stridande trupper, inklusive några hundra isolerade japanska flygtrupper. General Holland M. Smith, befälhavande officeren av V Amphibious Corps, skyllde Carlsons räd på en alltför snabb uppbyggnad av japanska styrkor och tyckte evist, även långt efter hans avgång, att Tarawa borde ha kringgåtts, i stället för att ådra sig tunga förluster under erövringen. Amiralerna Chester W. Nimitz, Ernest King och Raymond A. Spruance höll inte med, och trodde att återtagningen av Gilbertöarna och förse den med en flygbas för nästa steg, slaget om Marshallöarna, var avgörande för fortsatt förflyttning mot Japan över Stilla havet. Kodnamnet för erövringen av Gilbertöarna var Operation Galvanic, som innefattade erövringen av Tarawa, Makin och Apamama.